# María Remigia Fernández de Velasco
María Remigia Fernández de Velasco (Madrid, 1 de octubre de 1677-Madrid, 30 de noviembre de 1734), VII marquesa de Berlanga fue una dama de la alta nobleza española conocida por sus relaciones, en especial su amistad con el diplomático y memorialista Louis de Rouvroy, duque de Saint-Simon.

## Biografía
Fue la única hija de Íñigo Melchor Fernández de Velasco y de Tovar (1635-1696), VII duque de Frías y su segunda esposa María Teresa de Benavides Dávila y Corella (¿?-1704).
En 1695 contrajo matrimonio en la parroquia de San Ginés de Madrid con Francisco María de Paula Téllez-Girón y Benavides, VI duque de Osuna.
Tras la muerte de su padre en 1696 heredó su casa-palacio situada en la calle del Piamonte. Hacia 1709 marido mandaría construir un teatro de ópera en los jardines de este edificio. María Remigia tuvo una gran afición a la música como su marido. Formó parte de la Academia dell'Arcadia desde 1718 con el nombre de Eluinda Ifigenia y contó con una rica biblioteca entre la que se encontraban manuscritos como la Crónica general de España.
Su marido sería nombrado en 1711 embajador extraordinario en el Congreso de Utrecht por Felipe V. María Remigia le acompañaría en su misión. El matrimonio se estableció en París como base para su misión diplomática. En esta ciudad María Remigia tendría contacto con la alta sociedad francesa de la época, siendo amiga de Louis de Rouvroy, duque de Saint-Simon.
En 1721-1722 durante la misión como embajador del duque de Saint-Simon en España, este visitaría a María Remigia en su palacio y alabaría el buen gusto del teatro situado en el mismo.
Murió en Madrid en 1734. A su muerte, la Biblioteca Real compró su biblioteca entre la que se encontraban unas cincuenta partituras

## Matrimonio y descendencia
De su matrimonio con Francisco María de Paula Téllez-Girón y Benavides, VI duque de Osuna, tendría descendencia:
- María Lucía Dominga de la Concepción Téllez-Girón y Fernández de Velasco (13 de diciembre de 1698-1759) que fue VIII marquesa de Frómista, VI marquesa de Caracena, VI condesa de Pinto, mariscala de Castilla y, desde 1734, VIII marquesa de Berlanga, VIII marquesa de Toral, señora de la casa de los Guzmanes, de los de Tovar, señora de Osma, de los diez lugares del Valle de Curueño etc., y casó en 1727 con Francisco Xavier Juan Pacheco Téllez-Girón Gómez de Sandoval, VI duque de Uceda, marqués de Belmonte y de Menas Albas etc.[20]
- María Ignacia Dominga de San Gabriel Téllez-Girón y Fernández de Velasco, (31 de julio de 1701-13 de noviembre de 1733) con José Francisco Fernández de Castro y Azlor, marqués de Castropinós.[21]

### Individuales
1. ↑  Maura Gamazo, Gabriel (2018). Carlos II y su corte. Ensayo de reconstrucción biográfica II. Boletín Oficial del Estado, Real Academia de la Historia. p. 428. ISBN 978-84-340-2474-8.
2. ↑  «Persona - Fernández de Velasco Tovar, María Remigia (ca. 1678-1734)». Portal de Archivos Españoles. Consultado el 28 de diciembre de 2022.
3. ↑  Torrione, Margarita (30 de septiembre de 1999). «Isabel Farnesio en el «Palacio Viejo» del Duque de Osuna: 1746-1747. Tres planos de Virgilio Rabaglio y un coliseo privado». Archivo Español de Arte 72 (287): 243-262. ISSN 1988-8511. doi:10.3989/aearte.1999.v72.i287.763. Consultado el 28 de diciembre de 2022.
4. ↑  Restori, Antonio (1893). 516. XXII, Todo se rinde al amor.. «La collezione CC* IV. 28033 della Biblioteca Palatina-Parmense.». Studj di filologia romanza (en italiano) (Loescher) VI: 90. Consultado el 28 de diciembre de 2022.
5. ↑  Doménech Rico, Fernando (2006). La Compañía de los Trufaldines y el primer teatro de los Caños del Peral (Tesis). Universidad Complutense de Madrid.
6. ↑  Domínguez, José María; Knighton, Tess (2009). «'Comedias armónicas a la usanza de Italia': Alessandro Scarlattiʾs Music and the Spanish Nobility c.1700». Early Music 37 (2): 201-215. ISSN 0306-1078. Consultado el 28 de diciembre de 2022.
7. 1 2  Pons Seguí, Antoni (2014). «Dido y Eneas: Una ópera pasticcio en la corte de Felipe V». Revista de Musicología 37 (2): 503-540. ISSN 0210-1459. doi:10.2307/24245869. Consultado el 29 de diciembre de 2022.
8. ↑  Ventriglia, Pietro (1953). «Los españoles en la "Arcadia"». Revista de literatura 3 (6): 233-246. ISSN 0034-849X. Consultado el 29 de diciembre de 2022.
9. ↑  «Crónica general de España». Biblioteca Digital Hispánica. Biblioteca Nacional de España. ¿1300-1399?.
10. ↑  Diz Gómez, Alejandro (2004). «Capítulo XV. El público lector.-Libros, publicaciones periódicas, cartas y tertulias.». Idea y vivencia de Europa en la España del siglo XVIII (Tesis). Universidad Complutense de Madrid. p. 484.
11. ↑  «París, 20 de Marzo de 1713.- Asisten al Parlamento los señores Duques de Berri y de Orleans para la renuncia que hicieron por sus personas y sus descendientes a los derechos de suceder a la Corona. Las tropas de Saboya y Delfinado tienen orden de pasar a Alsacia. El Duque de Osuna recibió los pasaportes como Plenipotenciario del Rey de España para asistir al Congreso de Utrech.». Gaceta de Madrid (14). 4 de abril de 1713. p. 56.
12. ↑  Ozanam, Didier (1998). «Téllez-Girón y Benavides (Francisco María)». Les diplomates espagnols du XVIIIe siècle: introduction et répertoire biographique, 1700-1808 (en francés). Casa de Velázquez. p. 444. ISBN 978-84-86839-86-4. Consultado el 28 de diciembre de 2022.
13. ↑  «París, 27 de Marzo de 1713.- Se sigue negociando el tratado de neutralidad de Italia. El Duque de Osuna aguarda correo de Madrid para partir hacia Utrech, como lo hacen los Plenipotenciarios de Colonia y Baviera.». Gaceta de Madrid (15). 11 de abril de 1713. p. 60.
14. ↑  Rouvroy, Louis de, duque de Saint-Simon (1988).  Yves Coirault, ed. Mémoires suivi de Additions au Journal de Dangeau (en francés) VIII. Bibliothèque de la Pléiade. pp. 67-68.
15. ↑  Rouvroy, Louis de, duque de Saint-Simon (1988).  Yves Coirault, ed. Mémoires suivi de Additions au Journal de Dangeau (en francés) VIII. Bibliothèque de la Pléiade. p. 283.
16. ↑  Torrione, Margarita (30 de septiembre de 1999). «Isabel Farnesio en el «Palacio Viejo» del Duque de Osuna: 1746-1747. Tres planos de Virgilio Rabaglio y un coliseo privado». Archivo Español de Arte 72 (287): 243-262. ISSN 1988-8511. doi:10.3989/aearte.1999.v72.i287.763. Consultado el 28 de diciembre de 2022.
17. ↑  «Madrid, 7 de Diciembre de 1734.- Sus Majestades y Altezas permanecen en San Lorenzo el Real. Se viste la Corte de gala y se celebra besamanos por el cumpleaños de la Princesa de Asturias. Su Majestad nombra al Marqués de San Gil por Embajador a los Estados Generales de las Provincias Unidas del País Bajo, Alcalde de Hijosdalgo de la Cancillería de Granada a Felipe Belluga, entre otros nombramientos. Fallece en Madrid la Duquesa viuda de Osuna.». Gaceta de Madrid (49). 7 de diciembre de 1734. p. 252.
18. ↑  «Música manuscrita.. Tomo 15,. Piezas de canto, unas con bajo y otras instrum[enta]das :Arie italiane di diversi autori escogidas para la Exma. A. Duquesa de Osuna. Tomo 2º». Biblioteca Digital Hispánica. Biblioteca Nacional de España. 1706?.
19. ↑  «Partida de bautismo de María Lucía [Téllez-]Girón Velasco, hija de Francisco Téllez-Girón, [VI duque de Osuna], y María Velasco Tobar, [VII marquesa de Berlanga].». Portal de Archivos Españoles. 23 de diciembre de 1698.
20. ↑  Fernández de Béthencourt, 1900, pp. 585-586.
21. ↑  Fernández de Béthencourt, 1900, p. 586.